# Eine Frage der Chemie (Roman)
Eine Frage der Chemie ist der Debütroman der Autorin Bonnie Garmus. Der Roman wurde 2022 unter dem englischen Originaltitel Lessons in Chemistry bei Doubleday veröffentlicht und erschien im selben Jahr ins Deutsche übersetzt beim Piper Verlag.
Garmus erzählt von Elizabeth Zott, die in den 60er Jahren Gastgeberin einer erfolgreichen Kochsendung wird, nachdem sie vier Jahre zuvor ihre Anstellung als Chemikerin verlor. Die Geschichte wurde von Apple TV+ als Miniserie verfilmt.

## Entstehung
In einem Interview mit dem People Magazin erzählte Garmus, dass sie Eine Frage der Chemie schrieb, nachdem ihr vorheriger Roman von 98 Verlagen abgelehnt worden war, weil er „zu lang“ war. Ihr Buch trug ursprünglich den Titel Introduction to Chemistry, wurde jedoch später von Garmus Agentin Felicity Blunt umbenannt. Es wurde nur wenige Tage vor dem 65. Geburtstag der Autorin im Jahr 2022 veröffentlicht.
Eine Frage der Chemie wurde von Garmus' eigenen Erfahrungen als Creative Director in einer Werbeagentur inspiriert, insbesondere nach einer frustrierenden Besprechung, in welcher ein männlicher Kollege eine ihrer Ideen als seine eigene ausgab. Während sie an ihrem Roman schrieb, arbeitete Garmus hauptberuflich als Werbetexterin, brachte sich jedoch selbst Schulchemie bei und versuchte Experimente aus The Golden Book of Chemistry Experiments nachzumachen. In einem Interview mit der Los Angeles Times sagte sie: „Die Feuerwehr musste zweimal kommen wegen der Flammen in meiner Wohnung.“ Abgesehen davon, dass Garmus ihrer Protagonistin ihr eigenes Hobby Rudern geschenkt hat, hätten die beiden aber keine Gemeinsamkeiten. Vielmehr hat Garmus mit Zott ihr eigenes Vorbild geschaffen.

## Handlung
Die Geschichte beginnt damit, dass die promovierende Elizabeth Zott fast von ihrem Doktorvater vergewaltigt wird und sich mithilfe eines Bleistifts vor seinen Übergriffen schützt. Als sie sich daraufhin weigert, sich bei ihrem Angreifer für ihre Gegenwehr zu entschuldigen, wird sie aus ihrem Promotionsprogramm entlassen. Daraufhin nimmt Zott eine Anstellung als Labortechnikerin der Chemie am Hastings Research Institut an, wo sie erstmals ihrem neuen Kollegen und Nobelpreiskandidaten Calvin Evans begegnet. Evans hält sie zunächst für eine Sekretärin und beachtet sie nicht weiter, bis sie sich eines Abends im Theater begegnen: Calvin, der auf das Parfum einer anderen Frau allergisch reagiert, übergibt sich auf Zott. Die beiden lernen einander kennen, beginnen zu daten und leben dann auch miteinander. Auch ihr geteiltes Interesse an der Chemie spielt für die beiden eine Rolle. Elizabeths Thema ist die Abiogenese, die Entstehung von Lebewesen aus anorganischen und organischen Stoffen.
Obwohl Zott glücklich in ihrer Beziehung zu Evans ist, lehnt sie seinen Heiratsantrag ab. Sie möchte ihre Unabhängigkeit bewahren, als auch ihren Familiennamen, damit ihre wissenschaftlichen Erkenntnisse auch ihre bleiben.
Einen Monat später adoptiert Zott einen ausgesetzten Bombenspürhund und tauft ihn Halbsieben, nach der Uhrzeit zu welcher er ihr zugelaufen war. Evans überzeugt Zott, auch mit dem Rudern anzufangen. Zott bringt Halbsieben Englisch bei.
Nachdem Elizabeths und Calvins Gemeinde den Leinenzwang einführt, kaufen sie für Halbsieben eine Leine. Bei einem Spaziergang mit Evans erschrickt Halbsieben, was zum extremen Unglück und zum Tod von Calvin Evans im Alter von 28 Jahren führt.
Elizabeth ist schwanger von Evans. Ihr Erbrechen auf der Toilette im Hastings Institut wertet Miss Frask aus der Personalabteilung als Indiz. Daraufhin entlässt ihr Arbeitgeber Elizabeth. Elizabeth reißt ihre private Küche ein und baut sich stattdessen ein eigenes Chemielabor und verdient sich einen Unterhalt, indem sie ihre ehemaligen Kollegen in Fragen der Chemie berät.
In ihrer Schwangerschaft erfährt Zott Unterstützung von Dr. Mason, mit dem sie rudern gewesen war. Sie bringt Mad (Madeline) Zott zur Welt und freundet sich mit ihrer Nachbarin Harriet Sloane an, welche gelegentlich auf Elizabeths Tochter aufpasst.
Drei Jahre später meldet Zott ihre Tochter frühzeitig (mithilfe einer gefälschten Geburtsurkunde) im Kindergarten an. Madeline ist für ihr Alter auffällig klug. Aufgrund finanzieller Schwierigkeiten versucht sie erneut eine Anstellung am Hastings Institut zu finden. Der Leiter der Chemie, Dr. Donatti, stimmt zu, teilt ihr jedoch nur sehr simple Laborarbeiten zu. In einem Streit mit ihrer Kollegin Miss Frask findet Zott heraus, dass auch Frask von ihrem Doktorvater sexuell belästigt worden war. Beide teilen also die Erfahrung, welche sie von der eigenen Promotion abgehalten hat. Später wird Frask entlassen, weil sie zugenommen hatte. Frask gibt Zott ehemalige Forschungsunterlagen von Evans, bevor sie Hastings verlässt.
Zwei Monate nach Zotts Rückkehr an das Institut plagiiert Donatti ihre Arbeiten und veröffentlicht diese unter seinem Namen im Science Journal. Deshalb kündigt Elizabeth Zott.
Nachdem sie daheim feststellt, dass nicht ihre eigene Tochter die vorbereiteten Mittagessen isst, sondern eine Mitschülerin, konfrontiert sie deren Vater, Walter Pine. Dieser ist Fernsehproduzent und bietet ihr aufgrund ihrer fantastischen Kochkünste und einzigartigen Persönlichkeit eine eigene Kochsendung an. Elizabeth akzeptiert und ignoriert prompt die Moderationskarten der ersten Sendung.
Derweil soll Madeline für ein Schulprojekt einen Stammbaum erstellen. Sie sucht nach Informationen über ihren Vater, seine Seite der Familie und nach dem Waisenhaus, in welchem er aufgezogen wurde. Bei diesen Recherchen trifft sie auf Revernd Wakely. Wakely erinnert sich an seine Brieffreundschaft zu Calvin Evans und verspricht Kontakt mit Calvins Waisenhaus aufzunehmen, als auch herauszufinden, wer dieses im Geheimen finanzierte.
Bei der Arbeit am Set wird Elizabeth vom leitenden Produzenten Phil Lebensmal in sein Büro gerufen. Er feuert sie aufgrund ihrer rebellischen Art und versucht, sie sexuell zu belästigen. Diesmal zieht Zott ein Küchenmesser hervor und Lebensmal erleidet daraufhin einen Herzinfarkt. Elizabeth ruft einen Krankenwagen und rettet Lebensmal damit das Leben. Lebensmal kehrt nicht zur Arbeit zurück und Walter Pine wird zum leitenden Produzenten befördert. Er gewinnt neue Sponsorenverträge und schließt Deals mit anderen Sendern ab. Die Sendung Kochen um Sechs läuft bald in den ganzen USA im Fernsehen.
Nachdem Elizabeth zahlreiche Interviews abgelehnt hatte, stimmt sie einem Gespräch mit Franklin Roth für das Magazin Life zu. Roth verfasst einen positiven Artikel, welcher jedoch abgelehnt wird. Sein Redakteur veröffentlicht eine veränderte Version des Textes mit negativem Ton und einigen privaten Details. Bevor der Artikel veröffentlicht ist, lässt Roth seine Originalfassung an Zotts Haustür liegen. Madeline nimmt diese und gibt sie Frask, die inzwischen als Revernd Wakelys Sekretärin arbeitet. Frask und Wakely lesen den Originalartikel. Wakely besucht Zott, spricht mit Madeline und übergibt den Artikel an Zott. Gemeinsam mit anderen schreibt Frask dem Magazin unter Protest und die Nachbarin Harriet übergibt den ersten Text diversen anderen Zeitungen, was nach ein paar Wochen zu seiner Veröffentlichung in der Vogue führt.
Aufgrund der Ereignisse kündigt Zott ihren Rücktritt als Fernsehshowgastgeberin an und gibt an, sich wieder ihrer Forschung widmen zu wollen.
Im Januar 1962 bittet Miss Frask – inzwischen Personalleiterin am Hastings – Elizabeth, zurück ans Institut zu kommen.
Es stellt sich heraus, dass die mysteriöse Geldgeberin von Evans’ Waisenhaus das Hastings Institut gekauft hat. Sie ist Calvin Evans’ Mutter und war aufgrund eines Briefs Mads auf ihre Enkelin und deren Mutter Elizabeth aufmerksam geworden. Sie tauschen Geschichten über die Vergangenheit aus und lernen einander kennen. Donatti verliert seine Anstellung aufgrund von Plagiarismus und Veruntreuung von Geldern. Zott kann ihre Arbeit als Chemikerin an Abiogenese fortsetzen.

## Auszeichnungen
Bonnie Garmus Roman gewann 2022 den Titel Lieblingsbuch der Unabhängigen, bei der Woche der unabhängigen Buchhandlungen.
2024 erhielt Garmus für ihr Werk den Preis für Journalismus und Literatur der Gesellschaft Deutscher Chemiker, welcher für hervorragende Leistungen in der Verbreitung chemiewissenschaftlicher Inhalte im deutschsprachigen Raum vergeben wird.
Der Roman erreichte den ersten Platz der Spiegel-Bestsellerliste.

## Verfilmung
Bei der Versteigerung der Verfilmungsrechte gewann Apple TV+. Der Roman wurde dann von Lee Eisenberg als Miniserie verfilmt und erschien unter gleichem Namen im Oktober 2023. Bonnie Garmus gab an, nur minimal am Skript der Serie mitgewirkt zu haben.